# 이성부
이성부(李盛夫, 1942년 1월 22일~2012년 2월 28일)는 대한민국의 시인이다.

## 생애
광주에서 출생하였고, 경희대학교 국어국문학과를 졸업하였다. 1962년 《현대문학》 추천 완료로 등단하였으며, 1967년 《동아일보》 신춘문예에 〈우리들의 양식〉이 당선되었다. 현대문학상, 한국문학 작가상, 제18회 공초문학상을 비롯해 2011년에는 제9회 영랑시문학상과 제24회 경희문학상 등을 수상했다. 2012년 2월 28일 지병으로 별세했다.

## 저서
시집으로 《이성부 시집》,《우리들의 양식》,《백제행》,《전야》,《빈 산 뒤에 두고》 등이 있다.

## 작품 세계
시 〈누룩〉은 누룩을 의인화하여, 희생을 통해 이룩하는 새로운 세계에 대한 소망을 주제로 하고 있다.